# تراموا پوزنان
تراموا پوزنان (انگلیسی: Trams in Poznań) سیستم تراموا در شهر پوزنان، لهستان است.
این تراموا که در سال ۱۸۸۰ تأسیس شده دارای ۲۱ خط و ۶۶ کیلومتر طول می‌باشد.

## نگارخانه

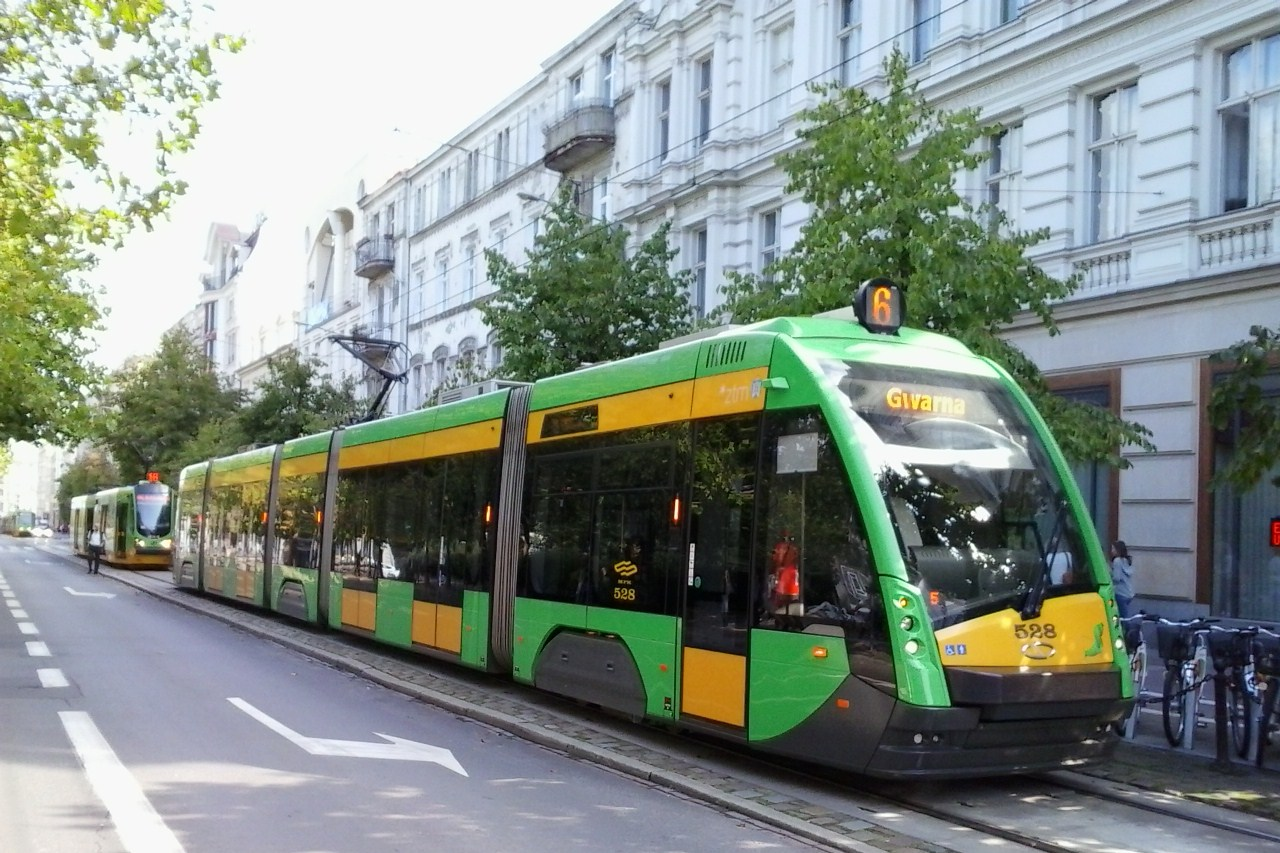
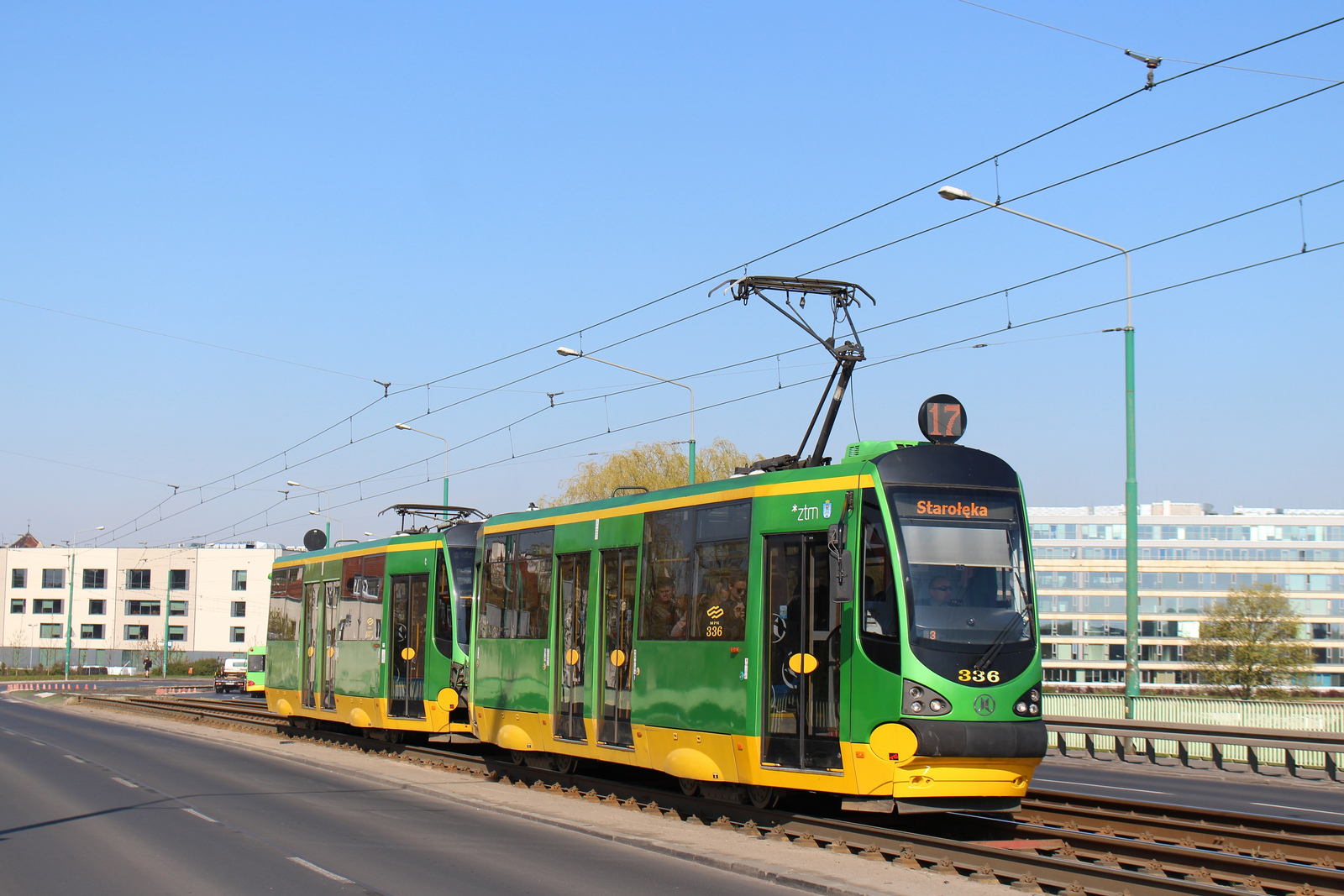
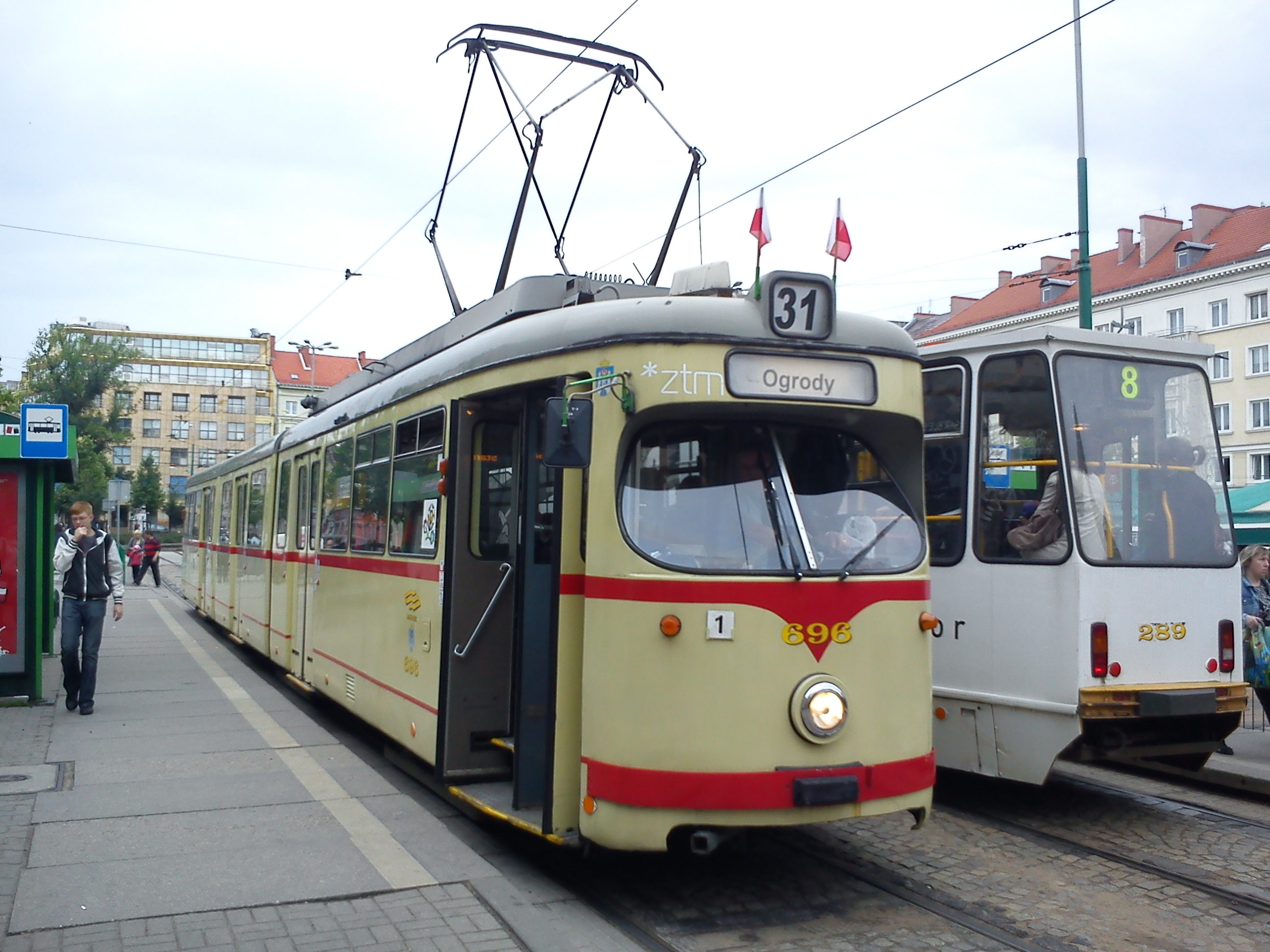
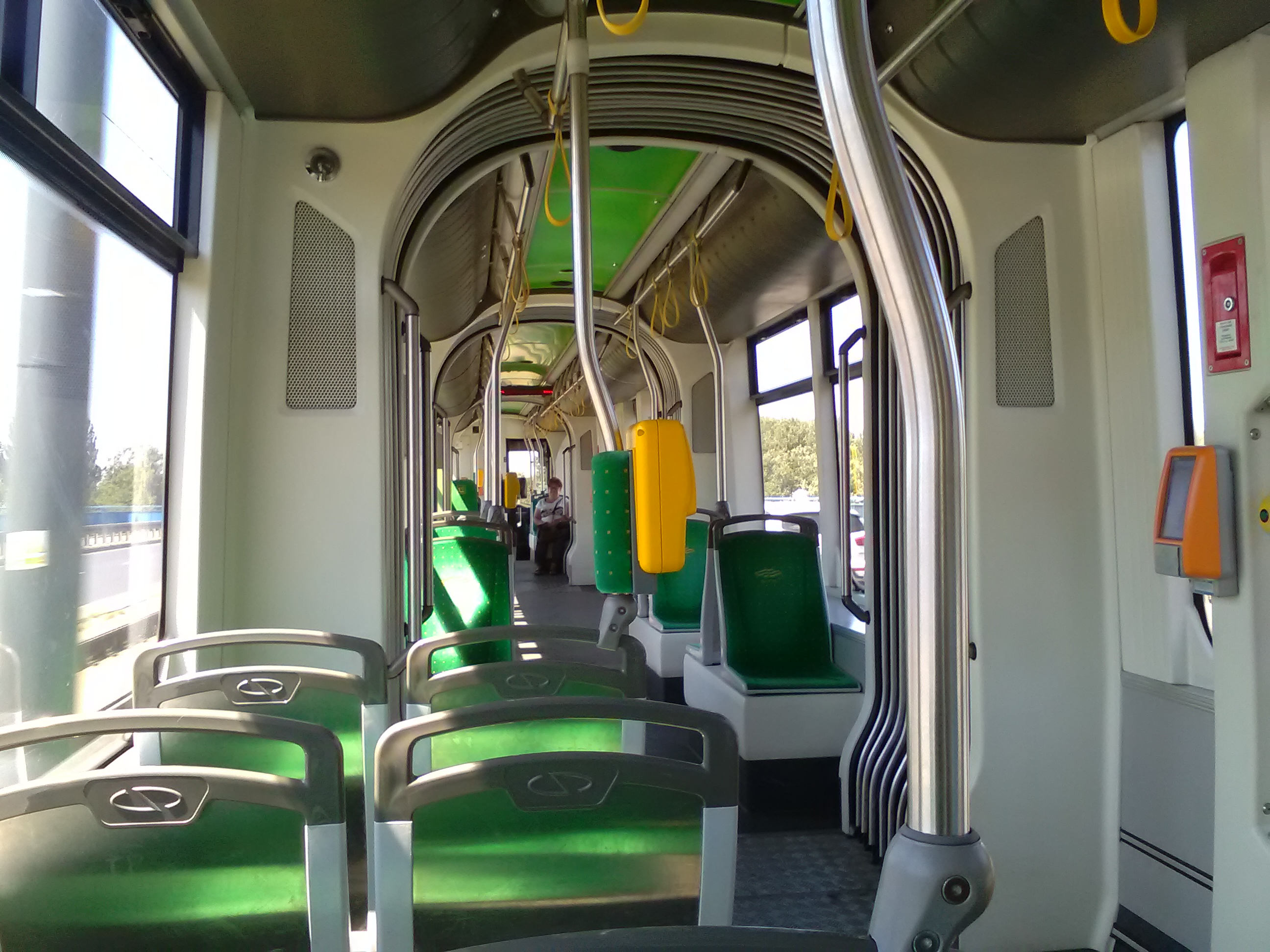